# 金色
金色（gold）也称金黄色（golden），是一種近似金顏色的漸變黃色，而並不是一種單色。

## 用途及象征意义
- 黃金是金色的。
- 金色常與銀色並列。（有時包括銅色）
- 有時象徵太陽。（太陽光芒令人聯想起金色）
- 冠軍常常以金色作象徵。
- 冠軍獎杯及冠軍獎牌常常以金色作顏色。
- 金色在電阻色碼中代表-1（乘冪，不使用於數字）或5%（誤差）
- 金色是黄金的颜色，有财富的含义。

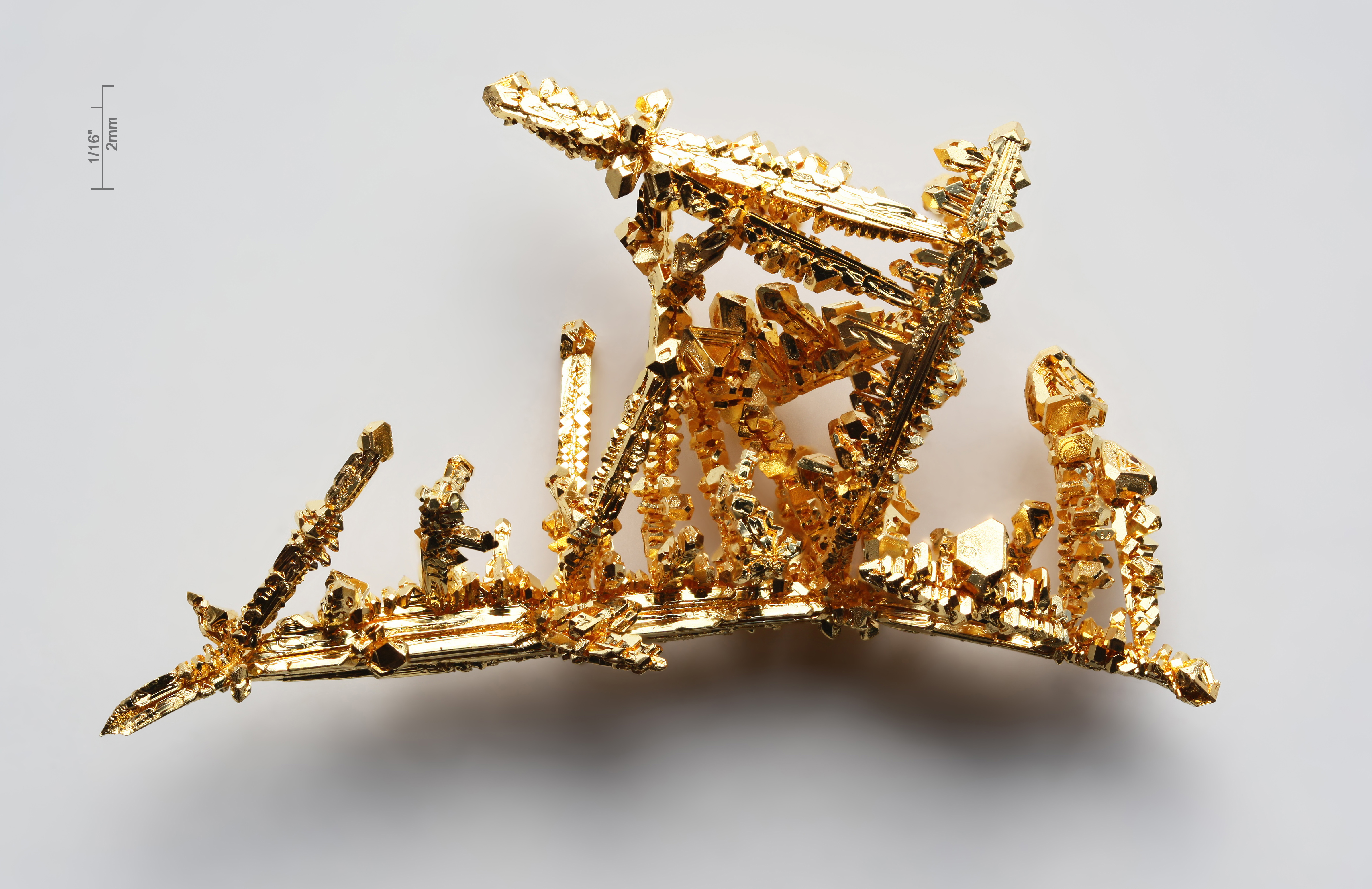
金的結晶

- 金的結晶注意，在某些黄色的服装及装饰上（比如教宗本笃十六世的某件法衣）使用金色来代替。可能原因是，黄色相对金色显刺眼，金色更加厚重。由此推测，中国古代的“正黄色”就几乎可以等同于金色。
- 马来西亚皇室至高无上的颜色，相传源自于古中国郑和下西洋经过古马六甲的时候。现今普遍使用于皇室出宫的时候。常见的有：黄盖伞、缨矛以及皇家长剑。

## 參看
- 颜色列表
- 銀色

## 外部連結
- 维基共享资源上的相關多媒體資源：金色